# Leptoctenista
Leptoctenista là một chi bướm đêm thuộc họ Erebidae.